# Гъботворка
Гъботворката (Lymantria dispar) е вид насекомо от семейство Еребови (Erebidae).

## Разпространение
Съществуват няколко добре обособени морфологично подвида, разпространени в Евразия и Северна Америка.
- Lymantria dispar dispar – Европа, Западна Азия и Северна Африка, внесен е в Източна Северна Америка[2]
- Lymantria dispar asiatica – Източна Азия[2], внесен е в Западна Северна Америка[3]
- Lymantria dispar japonica – Япония[2]

## Хранене
Храни се с листа на широколистни и иглолистни дървета, като нанася значителни щети на горското стопанство.